# Corda tesa
Corda tesa (Tightrope) è un film del 1984, diretto da Richard Tuggle con protagonista Clint Eastwood.

## Trama
A New Orleans una giovane donna torna a casa dalla sua festa di compleanno e viene seguita da un uomo che indossa scarpe da ginnastica con stringhe gialle. Dopo che la ragazza ha lasciato cadere uno dei suoi regali, un ufficiale di polizia si offre di scortarla fino alla porta di casa e la telecamera rivela che il poliziotto indossa le stesse scarpe da ginnastica dello stalker.
Il giorno successivo, il detective della polizia Wes Block, divorziato e padre di Penny e Amanda, mentre sta giocando con le sue figlie raccoglie un cane randagio che si aggiunge ai numerosi randagi che hanno già in casa. Mentre la famiglia si prepara ad andare a una partita dei New Orleans Saints, una squadra di football americano della città, Block viene convocato su una scena del crimine dove una giovane donna è stata strangolata nel suo letto. Il suo assassino non ha lasciato impronte digitali, ma ha aspettato nel suo appartamento fino a mezzanotte per ucciderla, fermandosi persino a prepararsi un caffè.
Block viene incaricato delle indagini e visita un bordello dove lavorava la vittima al fine di raccogliere informazioni, qui interroga una prostituta con la quale la vittima avrebbe fatto sesso di gruppo, con la quale anche Wes fa sesso. In quel luogo Block lascia la sua cravatta.
La seconda vittima è un'altra prostituta che viene strangolata in una vasca con idromassaggio. Block rintraccia una delle conoscenti di questa nuova vittima e scopre che la poveretta frequentava un poliziotto e che amava essere ammanettata.
Per arrivare alla soluzione cerca l'aiuto anche di Beryl Thibodeaux, un'attivista in buoni rapporti con il sindaco, che organizza dei corsi di autodifesa per donne, con cui ha inizialmente un rapporto conflittuale.
Mentre Block indaga sulle vittime facendo visita ad un altro bordello, fa sesso con una prostituta  ma non si accorge che l'assassino nascosto da una maschera lo osserva. La mattina dopo viene chiamato sulla scena di un altro delitto: la terza vittima è proprio la prostituta con cui si era intrattenuto la sera prima.
L'assassino invia a Block una bambola con un biglietto, che lo indirizza verso un altro bordello. Una volta lì, un'altra prostituta lo informa che un uomo sconosciuto l'ha assunta per essere frustata da Block, quindi lo manda in un bar gay e gli appunta un segnale sulla giacca. Al bar incontra un uomo che è stato assunto dall'assassino per fare sesso con lui, per cui Block ordina all'uomo di riscuotere la paga come programmato e organizza un incontro in un magazzino, sperando di catturare l'assassino, ma arrivato al luogo dell'incontro trova l'uomo assassinato.
L'assassino rapisce l'amica della terza vittima e scarica il suo corpo in una fontana pubblica lasciando la cravatta di Block su una statua vicina: lo scopo del gesto è di far cadere i sospetti suol poliziotto, dal momento che le vittime lo hanno incontrato prima di morire. Block e Thibodeaux escono per un secondo appuntamento portando le figlie al Mardi Gras, il carnevale di New Orleans, mentre vengono segretamente osservati dall'assassino travestito da partecipante.
I vestiti di una vittima contengono del denaro contante che la polizia associa al libro paga di una fabbrica di birra. Il denaro ha gli stessi residui di vetro e d'orzo che sono stati trovati in tutte le scene del crimine. Quando Block va al birrificio per indagare, l'assassino lo osserva durante la sua visita.
Quella stessa notte l'assassino fa irruzione nella casa di Block, uccide la tata e due cani e ammanetta e imbavaglia Amanda, la figlia maggiore di undici anni. Block sopraggiunge ed ha una colluttazione con l'assassino e viene salvato solo quando uno dei suoi cani sopravvissuti morde ripetutamente l'assassino. Subito dopo Block spara due colpi all'assassino mentre fugge.
Mentre cerca tra i ritagli di notizie Block si imbatte nel nome di un poliziotto, Leander Rolfe, che aveva arrestato per aver violentato due ragazze. Ulteriori indagini rivelano che Rolfe lavorava nel birrificio: Block e la sua squadra vanno all'appartamento di Rolfe il quale, però, sentendosi braccato, va da Beryl per prenderla in ostaggio. Rendendosi conto di tutto ciò, Block corre a casa dell'amica dove trova Rolfe, che fugge, e lo insegue attraverso un cimitero e in uno scalo ferroviario. Durante la loro ultima rissa, finiscono sul percorso di un treno in arrivo, ma Block riesce a salvarsi mentre il killer rimane travolto e di lui resta solo un braccio mozzato. Il film finisce col detective che se ne va dalla scena dello scontro insieme a Beryl.

## Produzione
Le riprese si sono svolte a New Orleans nell'autunno 1983. La regia è accreditata a Richard Tuggle, già sceneggiatore di Fuga da Alcatraz, nonostante molte scene siano state dirette dallo stesso Clint Eastwood.
Il ruolo di Amanda Block è svolto realmente dalla figlia di Clint Eastwood, Alison Eastwood, a quel tempo undicenne.